# Okrug Stropkov
Okrug Stropkov (slovački: Okres Stropkov) nalazi se  Prešovskom kraju na istoku Slovačke na njenoj granici s Poljskom. U okrugu živi 19 414 stanovnika, dok je gustoća naseljenosti 49,91 stan/km². Ukupna površina okruga je 388,92 km². Glavni grad okruga Stropkov je istoimeni grad  Stropkov sa 9683 stanovnikom.

## Stanovništvo
| Godina:     | 1994.  | 2004.   | 2014.   | 2024.   |
| ----------- | ------ | ------- | ------- | ------- |
| Broj ljudi: | 20 304 | 20 902  | 20 744  | 19 414  |
| Razlika:    |        | +2,94 % | −0,75 % | −6,41 % |

| Godina:     | 2023.  | 2024.   |
| ----------- | ------ | ------- |
| Broj ljudi: | 19 553 | 19 414  |
| Razlika:    |        | −0,71 % |

## Gradovi
- Stropkov

## Općine
| - Baňa - Breznica - Breznička - Brusnica - Bukovce - Bystrá - Bžany - Duplín - Gribov - Havaj - Chotča - Jakušovce - Kolbovce (Kolbenhau) - Korunková | - Kožuchovce - Krišľovce - Kručov - Krušinec - Lomné - Makovce - Malá Poľana - Miková - Miňovce - Mrázovce - Nižná Olšava - Oľšavka - Potoky - Potôčky | - Soľník - Staškovce - Šandal - Tisinec - Tokajík - Turany nad Ondavou - Varechovce - Veľkrop - Vislava - Vladiča - Vojtovce - Výškovce - Vyšná Olšava - Vyšný Hrabovec |

### Ostali projekti
|  | Zajednički poslužitelj ima još gradiva o temi Okrug Stropkov |

1. ↑  Hustota obyvateľstva - obce [om7015rr_obc=AREAS_SK, v_om7015rr_ukaz=Rozloha (Štvorcový meter)]. Statistical Office of the Slovak Republic. 31. ožujka 2025. Pristupljeno 31. ožujka 2025.
2. ↑  Počet obyvateľov podľa pohlavia - obce (ročne) [om7102rr_obce=AREAS_SK]. Statistical Office of the Slovak Republic. 31. ožujka 2025. Pristupljeno 31. ožujka 2025.
3. 1 2  Počet obyvateľov podľa pohlavia - obce (ročne) [om7102rr_obce=AREAS_SK]. Statistical Office of the Slovak Republic. 31. ožujka 2025. Pristupljeno 31. ožujka 2025.
4. ↑  Hustota obyvateľstva - obce [om7015rr_obc=AREAS_SK, v_om7015rr_ukaz=Rozloha (Štvorcový meter)]. Statistical Office of the Slovak Republic. 31. ožujka 2025. Pristupljeno 31. ožujka 2025.
5. 1 2  Počet obyvateľov podľa pohlavia - obce (ročne) [om7102rr_obce=AREAS_SK]. Statistical Office of the Slovak Republic. 31. ožujka 2025. Pristupljeno 31. ožujka 2025.